# Austrolycus
Austrolycus är ett släkte av fiskar. Austrolycus ingår i familjen tånglakefiskar.
Kladogram enligt Catalogue of Life:
| Austrolycus | \| \| Austrolycus depressiceps \| \| \| \| \| \| Austrolycus laticinctus \| \| \| \| |
|             | \| \| Austrolycus depressiceps \| \| \| \| \| \| Austrolycus laticinctus \| \| \| \| |
|             | Austrolycus depressiceps                                                             |
|             |                                                                                      |
|             | Austrolycus laticinctus                                                              |
|             |                                                                                      |

## Bildgalleri

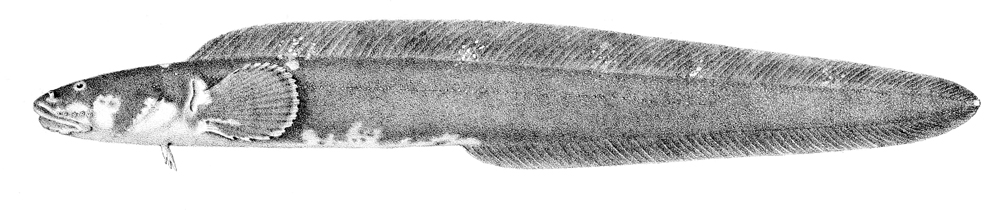